# Gilhoc-sur-Ormèze
Gilhoc-sur-Ormèze est une commune française, située dans le département de l'Ardèche en région Auvergne-Rhône-Alpes.
Ses habitants sont appelés les Gilhocois et les Gilhocoises.

## Géographie

### Situation et description
La commune, traversée par le 45e parallèle nord, est de ce fait située à égale distance du pôle Nord et de l'équateur terrestre (environ 5 000 km).
Elle tire son nom de l'Ormèze, une rivière qui coule sur le territoire communal.

### Climat
Pour des articles plus généraux, voir Climat d'Auvergne-Rhône-Alpes et Climat de l'Ardèche.
En 2010, le climat de la commune est de type climat des marges montargnardes, selon une étude du CNRS s'appuyant sur une série de données couvrant la période 1971-2000. En 2020, Météo-France publie une typologie des climats de la France métropolitaine dans laquelle la commune est dans une zone de transition entre le climat de montagne et le climat méditerranéen et est dans la région climatique Moyenne vallée du Rhône, caractérisée par un bon ensoleillement en été (fraction d’insolation > 60 %), une forte amplitude thermique annuelle (4 à 20 °C), un air sec en toutes saisons, orageux en été, des vents forts (mistral), une pluviométrie élevée en automne (250 à 300 mm).
Pour la période 1971-2000, la température annuelle moyenne est de 10,8 °C, avec une amplitude thermique annuelle de 17,1 °C. Le cumul annuel moyen de précipitations est de 1 015 mm, avec 7,9 jours de précipitations en janvier et 5,5 jours en juillet. Pour la période 1991-2020, la température moyenne annuelle observée sur la station météorologique de Météo-France la plus proche, « Colombier Jeune Rad », sur la commune de Colombier-le-Jeune à 3 km à vol d'oiseau, est de 11,6 °C et le cumul annuel moyen de précipitations est de 965,0 mm,. Pour l'avenir, les paramètres climatiques de la commune estimés pour 2050 selon différents scénarios d'émission de gaz à effet de serre sont consultables sur un site dédié publié par Météo-France en novembre 2022.

### Hydrographie
Le territoire de la commune est traversé par l'Ormèze, un affluent du Duzon, lui-même affluent droit du Doux.

## Urbanisme

### Typologie
Au 1er janvier 2024, Gilhoc-sur-Ormèze est catégorisée commune rurale à habitat très dispersé, selon la nouvelle grille communale de densité à 7 niveaux définie par l'Insee en 2022.
Elle est située hors unité urbaine. Par ailleurs la commune fait partie de l'aire d'attraction de Valence, dont elle est une commune de la couronne,. Cette aire, qui regroupe 71 communes, est catégorisée dans les aires de 200 000 à moins de 700 000 habitants,.

### Occupation des sols
L'occupation des sols de la commune, telle qu'elle ressort de la base de données européenne d’occupation biophysique des sols Corine Land Cover (CLC), est marquée par l'importance des forêts et milieux semi-naturels (54,4 % en 2018), en diminution par rapport à 1990 (55,4 %). La répartition détaillée en 2018 est la suivante : 
forêts (54,4 %), zones agricoles hétérogènes (30 %), prairies (15,6 %).
L'évolution de l’occupation des sols de la commune et de ses infrastructures peut être observée sur les différentes représentations cartographiques du territoire : la carte de Cassini (XVIIIe siècle), la carte d'état-major (1820-1866) et les cartes ou photos aériennes de l'IGN pour la période actuelle (1950 à aujourd'hui).

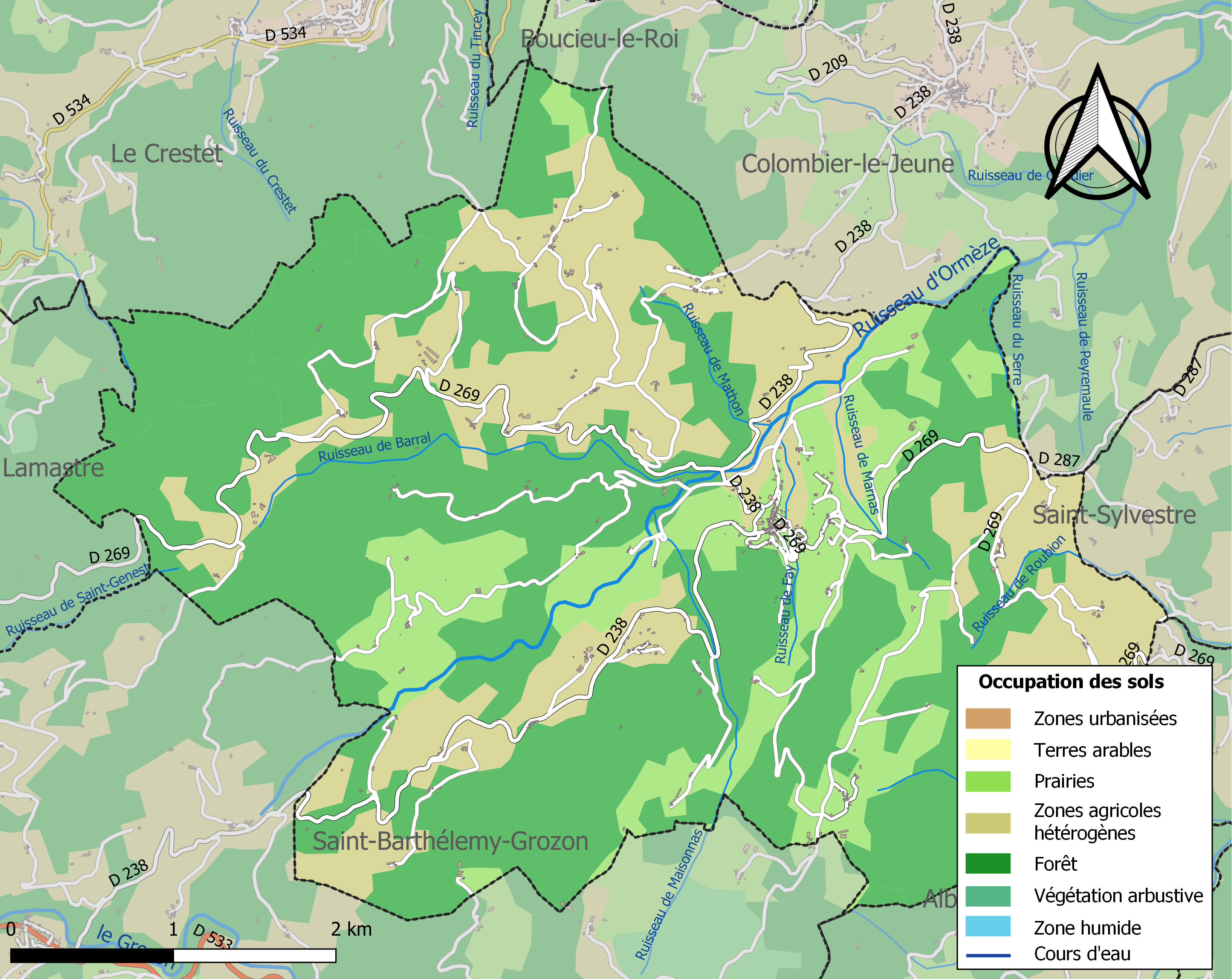
Carte des infrastructures et de l'occupation des sols de la commune en 2018 (CLC).

### Risques naturels

#### Risques sismiques
Selon le PLU de la commune, l'ensemble du territoire de la commune de Gilhoc-sur-Ormèze est situé en zone de sismicité no 3, dite « modérée » (sur une échelle de 1 à 5), comme la plupart des communes situées dans la vallée du Rhône, mais non loin de la limite orientale de la zone no 2, dite « faible » qui correspond au plateau ardéchois.
| Type de zone | Niveau            | Définitions (bâtiment à risque normal) |
| ------------ | ----------------- | -------------------------------------- |
| Zone 3       | Sismicité modérée | accélération = 1,1 m/s2                |

### Administration municipale

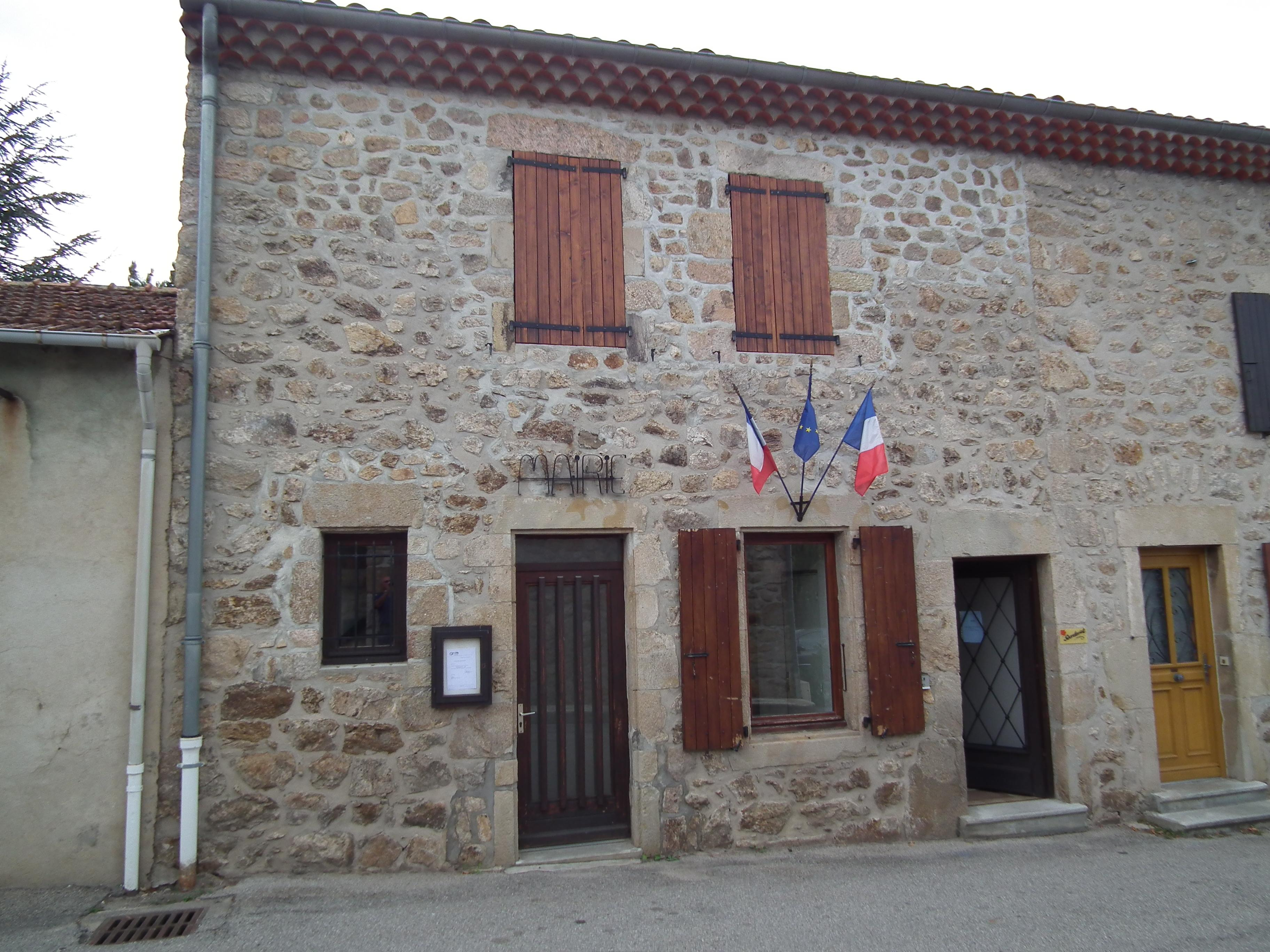
L'ancienne mairie.

## Politique et administration

### Liste des maires
| Période                                  | Période                   | Identité      | Étiquette | Qualité     |
| ---------------------------------------- | ------------------------- | ------------- | --------- | ----------- |
| Les données manquantes sont à compléter. |                           |               |           |             |
| avant 1988                               | ?                         | Marius Gamon  |           |             |
| 1998                                     | En cours (au 6 août 2020) | Amédée Blanc, | [ 17 ]    | Agriculteur |

## Population et société

### Démographie
Les habitants sont appelés les Gilhocois et les Gilhocoises.
L'évolution du nombre d'habitants est connue à travers les recensements de la population effectués dans la commune depuis 1793. Pour les communes de moins de 10 000 habitants, une enquête de recensement portant sur toute la population est réalisée tous les cinq ans, les populations de référence des années intermédiaires étant quant à elles estimées par interpolation ou extrapolation. Pour la commune, le premier recensement exhaustif entrant dans le cadre du nouveau dispositif a été réalisé en 2006.

En 2022, la commune comptait 473 habitants, en évolution de +4,19 % par rapport à 2016 (Ardèche : +2,48 %, France hors Mayotte : +2,11 %).
| 1793 | 1800  | 1806  | 1821  | 1831  | 1836  | 1841  | 1846  | 1851  |
| ---- | ----- | ----- | ----- | ----- | ----- | ----- | ----- | ----- |
| 540  | 1 376 | 1 409 | 1 192 | 1 461 | 1 292 | 1 290 | 1 445 | 1 445 |

| 1856  | 1861  | 1866  | 1872  | 1876  | 1881  | 1886  | 1891  | 1896  |
| ----- | ----- | ----- | ----- | ----- | ----- | ----- | ----- | ----- |
| 1 394 | 1 411 | 1 397 | 1 364 | 1 442 | 1 391 | 1 329 | 1 338 | 1 347 |

| 1901  | 1906  | 1911  | 1921 | 1926 | 1931 | 1936 | 1946 | 1954 |
| ----- | ----- | ----- | ---- | ---- | ---- | ---- | ---- | ---- |
| 1 303 | 1 263 | 1 136 | 993  | 991  | 863  | 765  | 734  | 681  |

| 1962 | 1968 | 1975 | 1982 | 1990 | 1999 | 2006 | 2011 | 2016 |
| ---- | ---- | ---- | ---- | ---- | ---- | ---- | ---- | ---- |
| 673  | 604  | 507  | 509  | 433  | 387  | 360  | 438  | 454  |

| 2021 | 2022 | - | - | - | - | - | - | - |
| ---- | ---- | - | - | - | - | - | - | - |
| 469  | 473  | - | - | - | - | - | - | - |

### Enseignement
La commune est rattachée à l'académie de Grenoble.

### Médias
Deux journaux sont distribués dans les réseaux de presse desservant la commune :
- L'Hebdo de l'Ardèche est un journal hebdomadaire français basé à Valence. Il couvre l'actualité de tout le département de l'Ardèche.
- Le Dauphiné libéré est un journal quotidien de la presse écrite française régionale distribué dans la plupart des départements de l'ancienne région Rhône-Alpes, notamment l'Ardèche. La commune est située dans la zone d'édition d'Annonay-Nord-Ardèche[23].

La commune est située sur l'aire de diffusion de Ici Drôme Ardèche, une radio publique également diffusée sur tout le territoire du département de la Drome et de l'Ardèche.

### Cultes
La communauté catholique et l'église de Gilhoc-sur-Ormèze (propriété de la commune) dépendent de la paroisse Saint Basile entre Doux et Dunière qui comprend plusieurs autres communes. Cette paroisse est elle-même rattachée au diocèse de Viviers.

## Culture locale et patrimoine

### Lieux et monuments
- Église Saint-Étienne de Gilhoc-sur-Ormèze.
- Temple protestant de Gilhoc-sur-Ormèze.

Il existe quatre châteaux dans le village de Gilhoc-sur-Ormèze :
- le château de Solignac (ruines) ;
- le château des Boscs (XVe et XVIe siècles) ;
- le château de Dol (XVe) ;
- le château de Bessin.

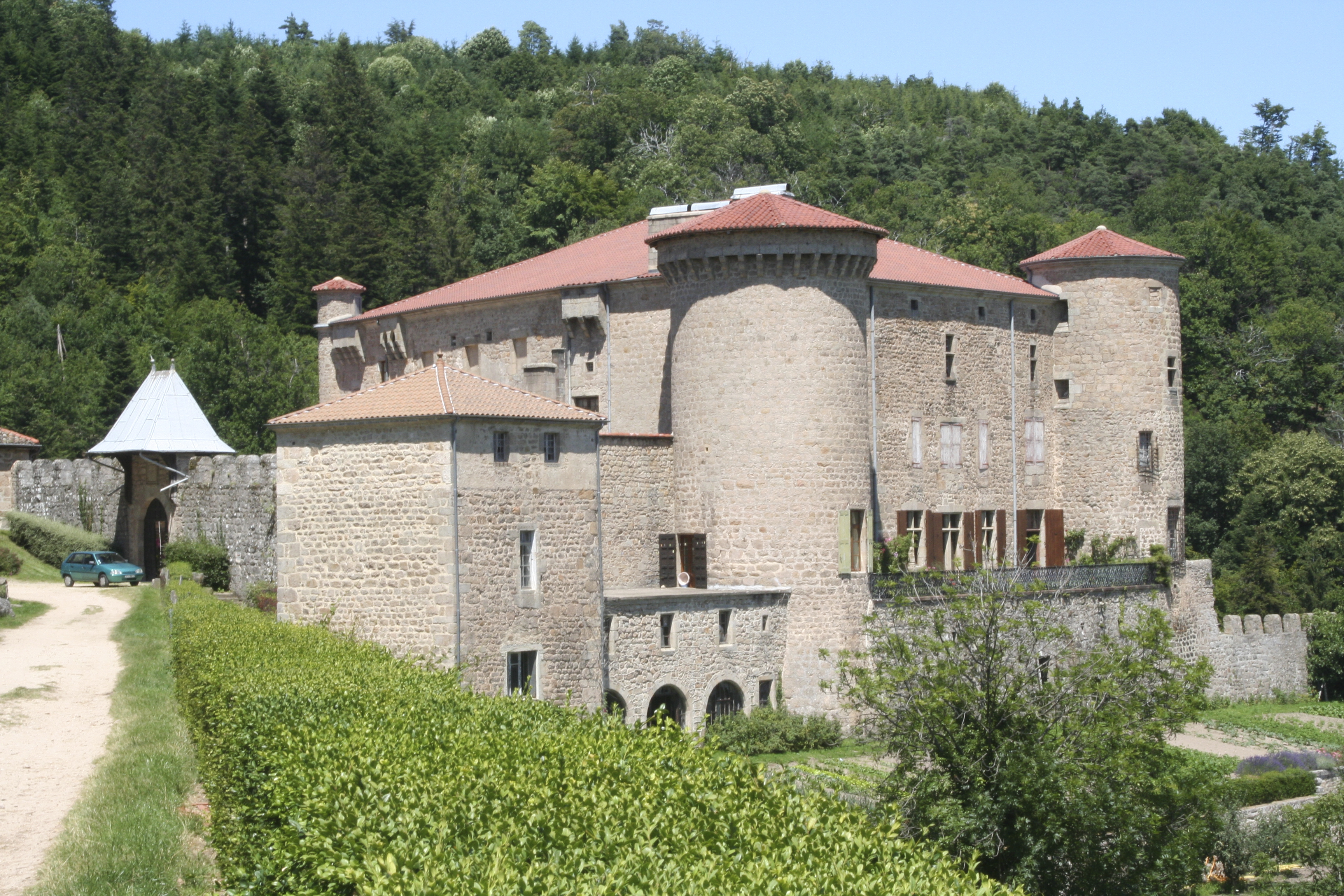
Le château des Boscs.
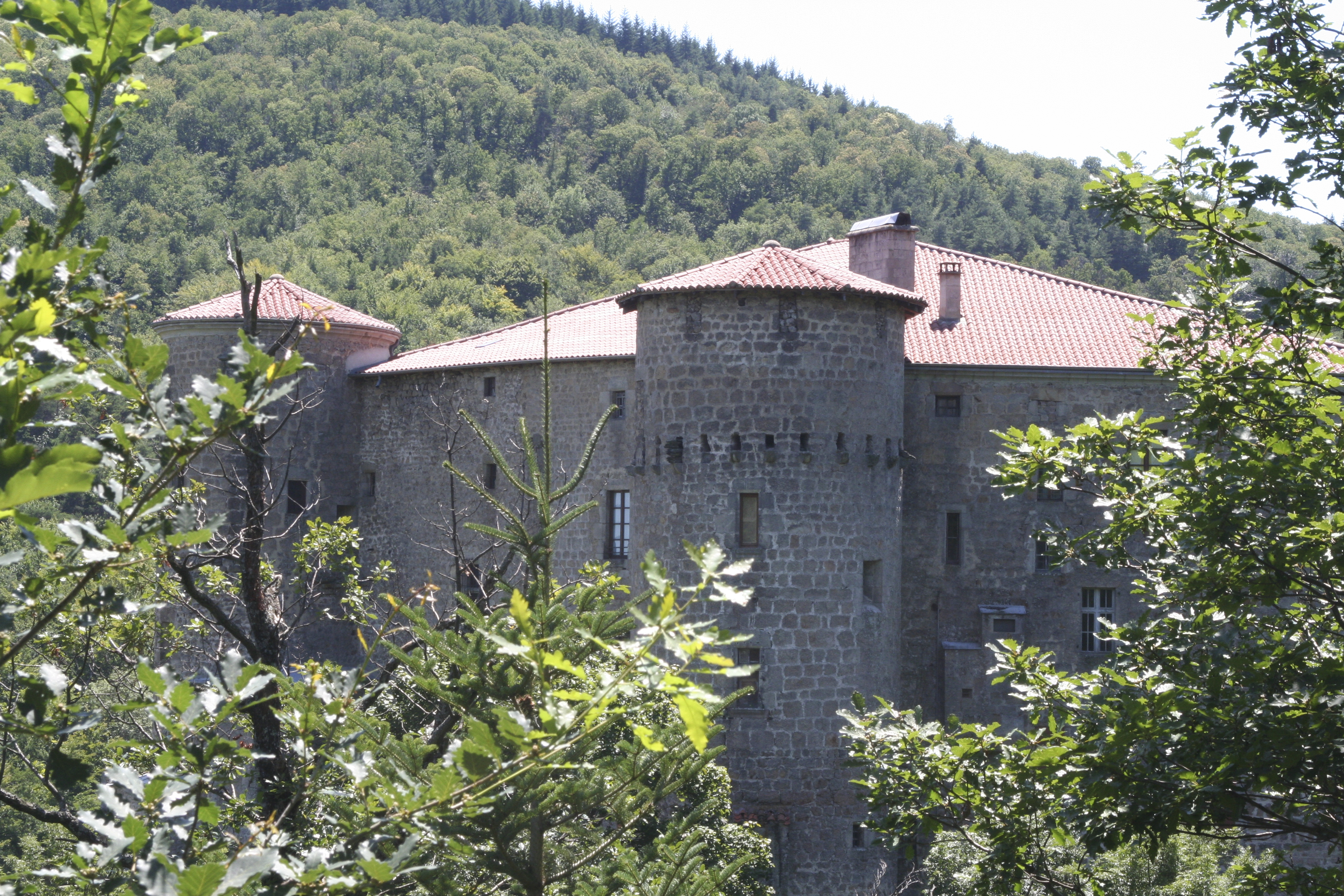
Le château des Boscs.
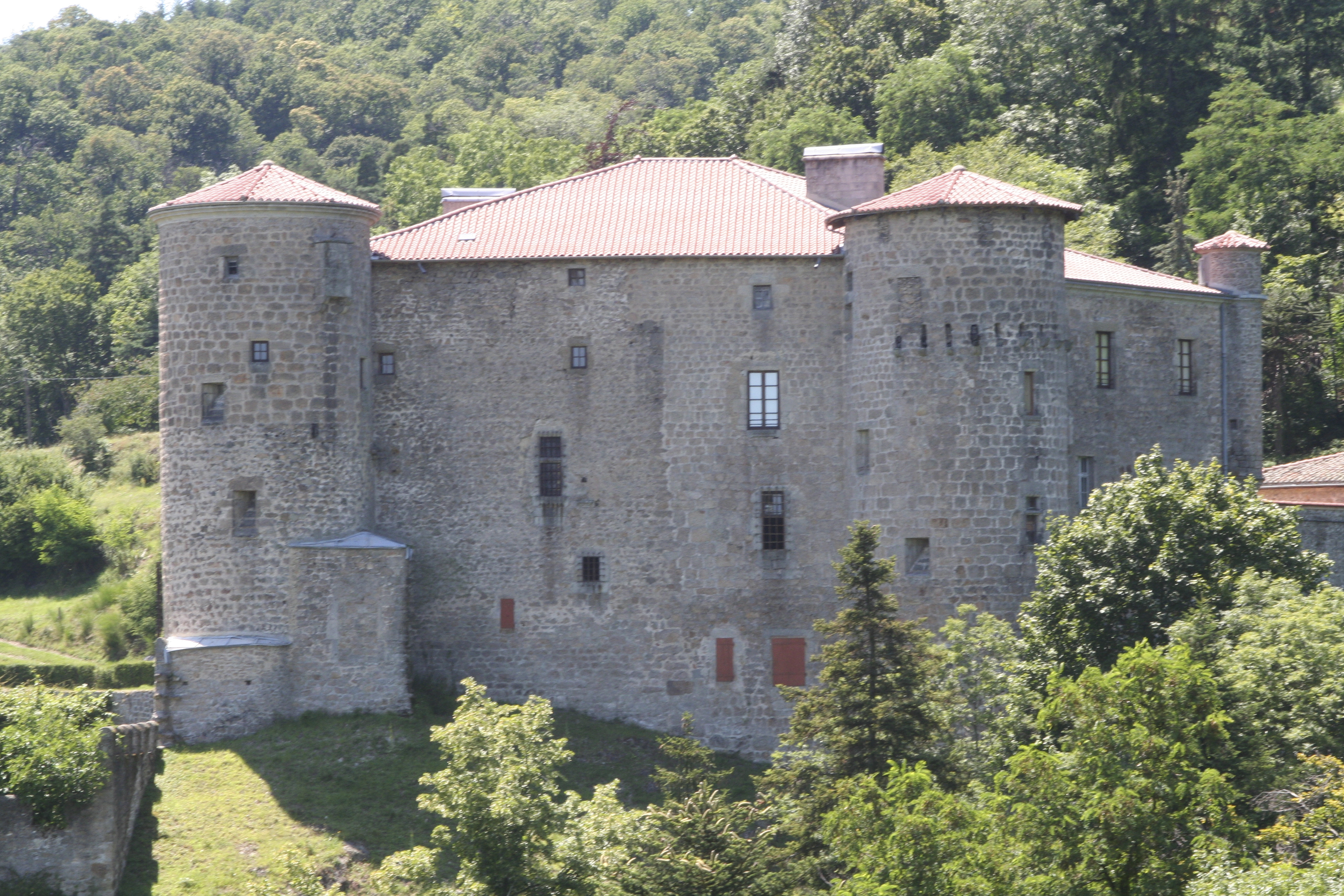
Le château des Boscs.
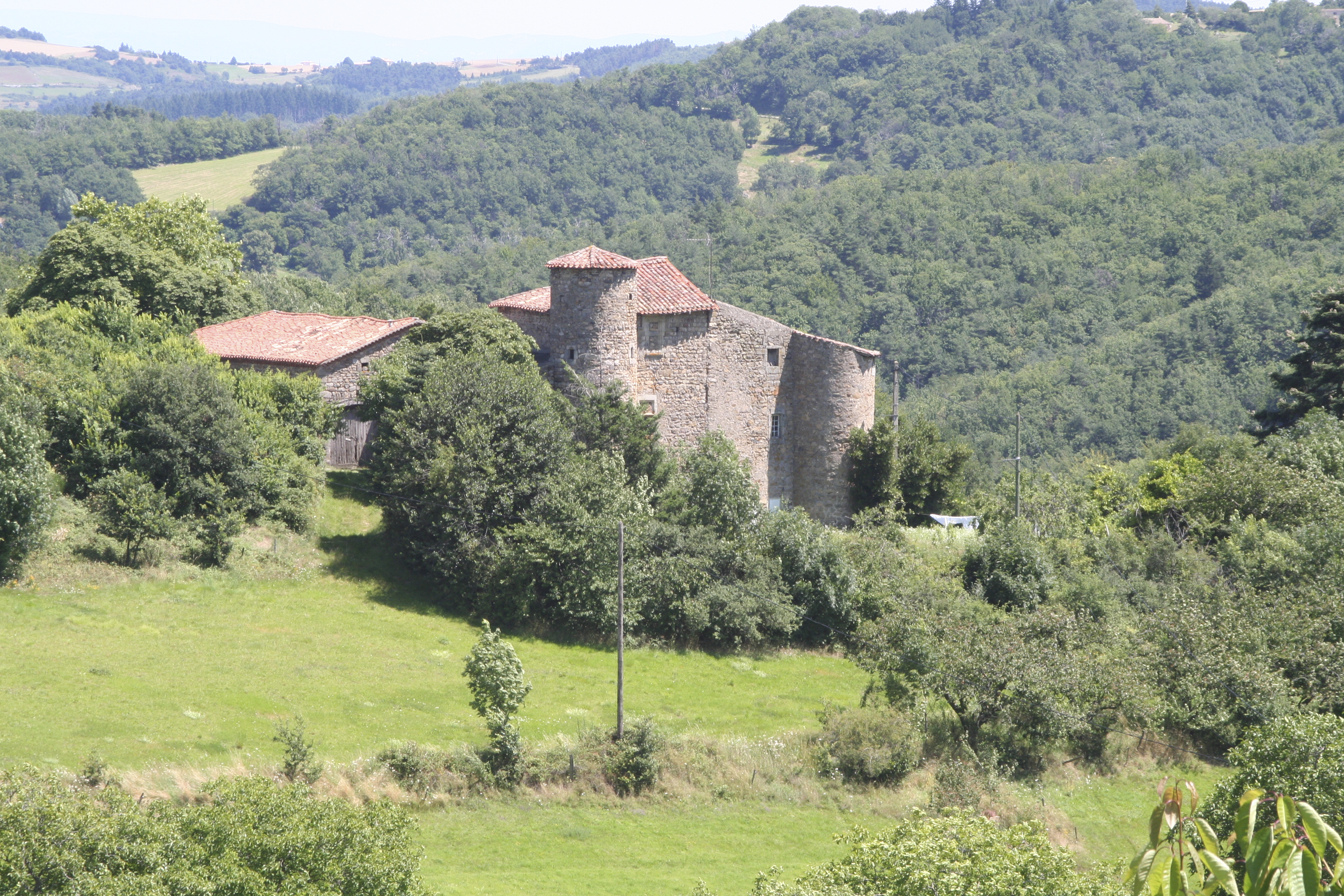
Le château de Dol.
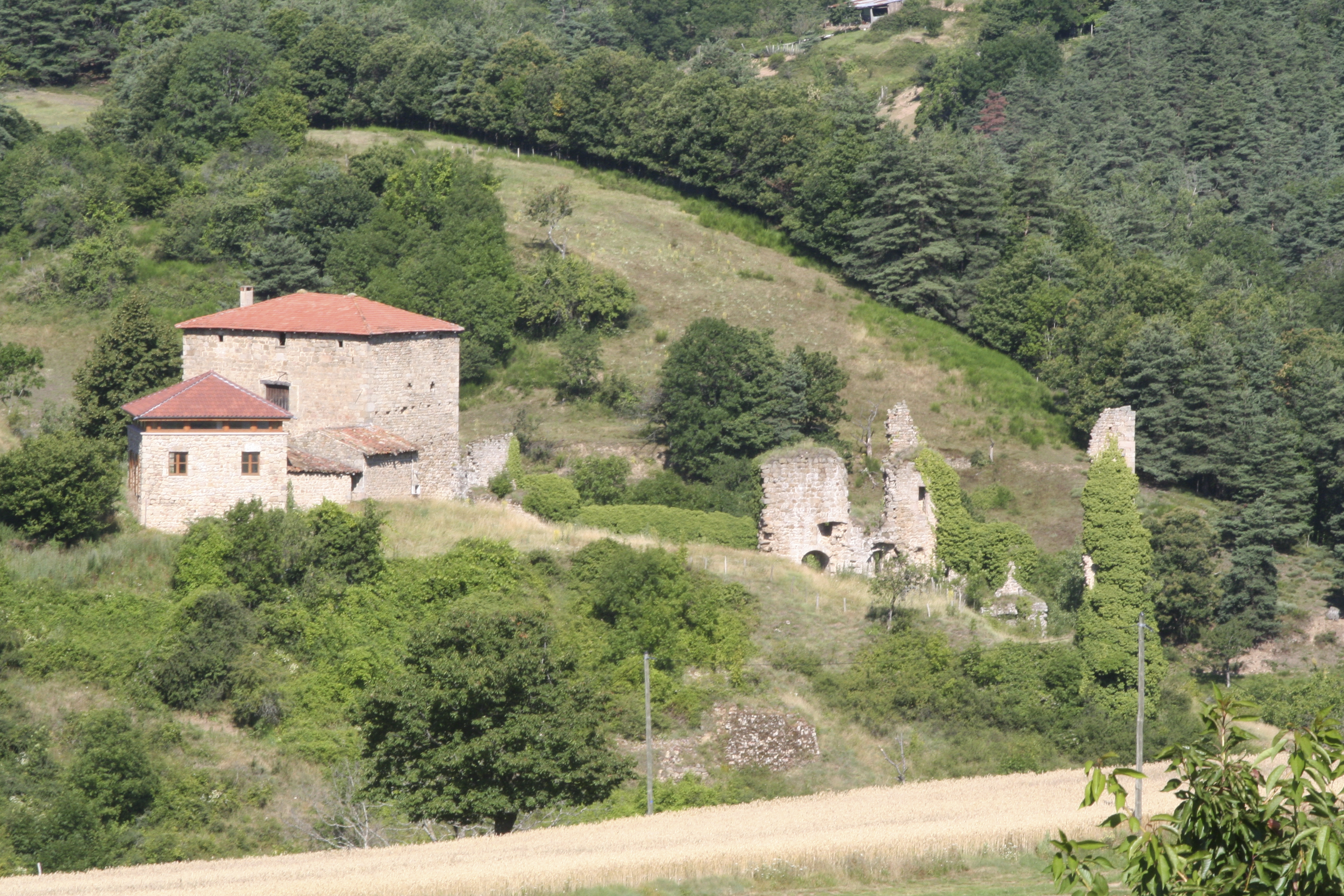
Les ruines du château de Solignac.

### Personnalités liées à la commune
- Antoine-Guillaume Rampon